# (6713) Coggie
(6713) Coggie est un astéroïde de la ceinture principale.

## Description
(6713) Coggie est un astéroïde de la ceinture principale. Il fut découvert le 21 mai 1990 à l'observatoire Palomar par Eleanor Francis Helin. Il présente une orbite caractérisée par un demi-grand axe de 2,34 UA, une excentricité de 0,08 et une inclinaison de 19,5° par rapport à l'écliptique.

## Compléments